# 717 Wisibada
717 Wisibada
717 Wisibada là một tiểu hành tinh ở vành đai chính. Nó được Franz Kaiser phát hiện ngày 26.8.1911 ở Heidelberg, và được đặt theo tên Wiesbaden (Đức), nơi sinh của Franz Kaiser